# Embarquement d'une chaudière
Pour plus de détails, voir Fiche technique et Distribution.
Embarquement d'une chaudière est un court métrage documentaire muet français réalisé par Louis Lumière sorti en 1896 et produit par la Société Lumière.

## Description
Des ouvriers s'appliquent à arrimer une énorme chaudière sur le pont d'un navire.

## Remarque
À cette époque, le chantier naval de La Ciotat employait plus de 6 000 personnes. On peut remarquer avec quelle dextérité les ouvriers descendent l'échelle.

## Fiche technique
- Titre original : Embarquement d'une chaudière
- Titre aux États-Unis : Loading a Boiler
- Réalisation : Louis Lumière
- Production : Société Lumière
- Lieu de tournage :  Chantier naval des Messageries maritimes de La Ciotat
- Pays d'origine : France
- Vue no  : 320
- Genre : Documentaire
- Format : Court métrage — Muet — Noir et blanc - 1,30:1
- Durée : 40 s
- Date de réalisation : 1896
- Dates de sortie :
  -  France :  19 avril 1896 à Lille
  -  France : 4 décembre 1896 à Marseille sous le titre Chaland, La Ciotat
  -  Italie : 26 juin 2016 (Il Cinema Ritrovato)

## Sources
- Catalogue Lumière, « Embarquement d'une chaudière » (consulté le 11 février 2024).